# Велута (водохранилище)
Велута́ (бел. Велута) — наливное водохранилище в Лунинецком районе Брестской области Беларуси.

## Общие сведения
Находится в Лунинецком районе, примерно в 3,5 км на северо-запад от агрогородка Велута. На берегу водоёма расположена деревня Новосёлки. Водохранилище построено в 1982 году по проекту Полесьегипроводхоза. Цель создания — полив сельскохозяйственных земель и выращивание товарной рыбы. Используется также в рекреационных целях, как место отдыха и любительского рыболовства. Болота бассейна реки Цна на юго-запад от водохранилища входят в состав водно-болотного заказника Велута.

## Морфометрия
Площадь зеркала водохранилища — 7,6 км², длина — 3,4 км, ширина: максимальная — 2,8 км, средняя — 2,24 км. Средняя глубина 3,41 м. Объём: полный — 31 млн м³, полезный — 23,8 млн м³. Разность отметок нормального подпорного уровня (НПУ) и уровня минимального объёма (УМО) — 3,5 м.
Характеристики водосбора: площадь 978 км², рельеф водосбора равнинный, распаханность — 10 %, залесенность — 66 %, заболоченность — 20 %.
Комплекс сооружений водохранилища включает ограждающую дамбу, шлюз-регулятор, подводящие каналы, две насосные станции, водовыпуск и ловчие каналы. Ограждающая дамба земляная, её максимальная высота 4,7 метра, ширина по гребню 4,5 метра. Подводящий канал (от реки Цна до насосной станции) длиной 3620 метров, ширина канала по дну — 3 м. Водоотводящий канал длиной 2690 м (от канала Стрижевский до водовыпуска).

## Гидрологические характеристики
Водохранилище сезонного регулирования, наполняется за счёт стока Стрижевского канала и реки Цна по подводящему каналу, с помощью насосной станции. Средний годовой сток за многолетний период (млн м³): в створах шлюза-регулятора Стрижевского канала 19, реки Цна — 88,4, около половины этого стока приходится на период половодья. Питание водохранилища смешанное, с преобладанием снегового.